# Sexe en droit français
En droit français, le sexe désigne la mention du sexe d’une personne dans son état civil, qui porte une conception propre au droit de ce qu’est le sexe. Il est traditionnellement appréhendé par le traitement prétorien et légal de l’annulation de mariage pour impuissance, de la mention d’un troisième sexe pour les personnes intersexuées (ou, du moins, d’une mise en question du caractère binaire du sexe), ou du changement de la mention du sexe pour les personnes transgenres ou intersexuées.

## État du droit
La loi française ne définit pas le sexe, mais prescrit sa mention sur l’acte de naissance :
« L’acte de naissance énoncera le jour, l’heure et le lieu de la naissance, le sexe de l’enfant, les prénoms qui lui seront donnés, le nom de famille, suivi le cas échéant de la mention de la déclaration conjointe de ses parents quant au choix effectué, ainsi que les prénoms, noms, âges, professions et domiciles des père et mère et, s’il y a lieu, ceux du déclarant. »
— Article 57 du Code civil
L’Instruction générale relative à l’état civil, dans le no 55 de la circulaire du 28 octobre 2011, précise qu’une tolérance temporaire peut être accordée en cas d’incertitude :

« Si, dans certains cas exceptionnels, le médecin estime ne pouvoir immédiatement donner aucune indication sur le sexe probable d’un nouveau-né, mais si ce sexe peut être déterminé définitivement, dans un délai d’un ou deux ans, à la suite de traitements appropriés, il pourrait être admis, avec l’accord du procureur de la République, qu’aucune mention sur le sexe de l’enfant ne soit initialement inscrite dans l’acte de naissance »

La loi française prévoit aussi la modification de la mention du sexe dans la section 2 bis du chapitre II du titre II du livre Ier du Code civil, intitulée « De la modification de la mention du sexe à l’état civil ». Cette section a été créée par la loi du 18 novembre 2016 « de modernisation de la justice du XXIe siècle »,,. Elle couvre les articles 61-5 à 61-8.
L’acte de naissance, acte authentique, fait preuve du sexe et fonde la teneur de la mention du sexe dans la carte nationale d’identité, le passeport, le numéro d’inscription au répertoire des personnes physiques. La catégorisation en prison (articles D248 et R57-7-81 du Code de procédure pénale) a pu appliquer une autre définition du sexe.

### Annulation de mariage pour impuissance
« Tout en psychologie, notre droit matrimonial n’avait plus de place pour la donnée biologique, corporelle. Nul doute que le réalisme canonique ne lui ait inspiré quelque horreur. Le corps humain n’apparait pour ainsi dire jamais dans le code civil : l’homme y est personne, c’est-à-dire pur esprit. »

— Carbonnier 1950, p. 331
Analysant l’évolution de la conception du mariage et du sexe en droit français, la juriste et historienne du droit Marcela Iacub attribue à l’évolution de la jurisprudence concernant le mariage des impuissants un rôle de marqueur décisif dans la « conception spiritualiste du sexe ».

#### Dans l’Ancien Droit
Dans l’Ancien Droit, l’impuissance était un empêchement dirimant au mariage : dans cette conception, les rapports sexuels étaient nécessaires à la validité de l’union. Les conceptions du mariage déterminant aussi ce que les juges s’autorisent pour vérifier la sexualité des époux, deux preuves de médecine légale étaient utilisées dans ce but :
- Dans la preuve dénommée « visite », on examinait la conformation anatomique des organes sexuels et l’on vérifiait les érections ainsi que l’ouverture et la profondeur du vagin[14].
- En 1587[15] fut mise en place la preuve du « congrès » (du latin congressus), où les époux devaient accomplir le « devoir conjugal » devant ou à côté d’un groupe de médecins, chirurgiens et matrones. Par suite de scandales, le parlement de Paris abrogea le recours au congrès le 18 février 1677[16].

#### Le Code civil
Le Code civil abolit l’impuissance comme empêchement dirimant au mariage. Elle était encore retenue toutefois pour le désaveu de filiation légitime, mais uniquement lorsqu’elle était accidentelle et perceptible par un examen extérieur. L’article 313 interdisait expressément d’invoquer l’impuissance naturelle pour le désaveu de paternité :
« Le mari ne pourra, en alléguant son impuissance naturelle, désavouer l’enfant : il ne pourra le désavouer même pour cause d’adultère, à moins que la naissance ne lui ait été cachée, auquel cas il sera admis à proposer tous les faits propres à justifier qu’il n’en est pas le père. »
— Article 313 ancien du Code civil
Des demandes d’annulation de mariage continuèrent toutefois à voir le jour devant les tribunaux, mais, puisque le motif de l’impuissance ne pouvait plus être directement invoqué, en utilisant des arguments indirects :
- L’argument de l’erreur sur la personne, cause de nullité prévue par les articles 146 et 180 du Code civil[18], mais longtemps sans succès[19].
- L’argument du défaut de différence des sexes, argüant que pour être juridiquement traité comme homme ou femme il en fallait non seulement l’apparence anatomique, mais aussi l’aptitude à des rapports sexuels dits naturels ou normaux (sans aller jusqu’à l’exigence d’être capable de procréer, comme en droit italien)[20]. En tout état de cause, depuis la loi du 17 mai 2013 ouvrant le mariage aux couples de personnes de même sexe[21], l’absence de différence des sexes n’est plus une hypothèse d’empêchement dirimant à mariage.

L’argument de l’erreur sur la personne s’opposait aux intentions du législateur. En effet, Portalis avait déclaré devant le Corps législatif, en exposant les motifs de la loi créant le Code civil :

« L’erreur en matière de mariage ne s’entend pas d’une simple erreur sur les qualités, la fortune ou la condition de la personne à laquelle on s’unit : mais d’une erreur qui aurait pour objet la personne même. »

L’argument du défaut de différence des sexes eut plus de succès, sans l’emporter systématiquement. La Cour d’appel de Caen jugeant notamment le 23 mars 1882 « que la possibilité de procréation d’enfants et d’une cohabitation charnelle n’est pas absolument essentielle à l’existence du mariage ; que cette possibilité fait souvent défaut, par exemple dans les unions in extremis et dans celle des vieillards d’un âge très avancé ».

#### L’arrêt de 1903 et la conception spiritualiste du mariage
Fondamental fut l’arrêt de la Cour de cassation du 6 avril 1903 qui cassait un arrêt de la cour d’appel de Douai. La cour d’appel avait annulé un mariage pour absence de différence de sexe et erreur sur l’identité sexuelle de l’épouse (celle-ci « n’ayant ni vagin, ni ovaires […] bien qu’elle possède des seins et le clitoris »). Dans son arrêt, la Cour de cassation établissait que « le mariage ne peut être légalement contracté qu’entre deux personnes appartenant l’une au sexe masculin et l’autre au sexe féminin », et exigeait que « le sexe du chacun des époux soit reconnaissable et qu’il diffère de celui de l’autre conjoint », mais sans rentrer dans les détails de l’intimité sexuelle :

« le défaut, la faiblesse ou l’imperfection de certains des organes caractéristiques du sexe sont sans influence possible sur la validité du mariage ; il peut en résulter seulement un état d’impuissance naturelle ou accidentelle et le Code civil, à la différence de l’ancienne législation et dans le but de prévenir les incertitudes, les difficultés et les scandales de la preuve, n’a pas accordé pour cette cause d’action en nullité »

Si pour le procureur général Manuel-Achille Baudouin cet arrêt faisait du mariage « l’union des âmes et des volontés », consacrant ainsi la conception spiritualiste du mariage, un commentateur tel le juriste Albert Wahl se fit plus critique. Il souligne que « c’est bien à la validité du mariage entre personnes de sexe identique que conduirait cette trop belle idée que le mariage est l’union des âmes ».

#### L’arrêt de 1958 et l’erreur sur la personne
Les 13 mars et 20 novembre 1958, le tribunal civil de Grenoble applique pour la première fois la notion d’erreur sur la personne dans le cas d’un mariage avec un impuissant, permettant l’annulation du mariage.
Marcela Iacub remet cet arrêt dans le contexte historique depuis l’arrêt Berthon du 24 avril 1862, fondamental dans la doctrine de l’erreur sur la personne : si à l’époque de l’arrêt Berthon il était nécessaire que l’erreur ait porté sur l’identité civile, un siècle plus tard, par l’évolution jurisprudentielle, l’erreur pouvait avoir porté sur une seule qualité jugée « déterminante ».
L’arrêt de la cour de Grenoble de 1958 valide l’impuissance comme la cause d’une erreur déterminante portant sur une qualité substantielle de la personne, viciant le consentement au mariage, car elle ne peut être écartée que lorsque l’un des époux connaissait l’inaptitude de l’autre.
Ainsi, à partir de cette jurisprudence, l’aptitude à des relations sexuelles « normales » est devenue une qualité essentielle d’une personne. D’où une transformation du sens attribué au mariage : « Les juges de Grenoble ont transformé la nature volontaire et intellectuelle du mariage en une union ‘normale’ des corps et des chairs ».
Cette jurisprudence sera consacrée par la loi du 3 juillet 1975 portant réforme du divorce, qui modifie l’alinéa 2 de l’article 180 du Code civil pour l’élargir aux « qualités essentielles de la personne » :
« S’il y a eu erreur dans la personne, ou sur des qualités essentielles de la personne, l’autre époux peut demander la nullité du mariage. »
— Article 180 du Code civil
Pour Marcela Iacub, la théorie de l’erreur déterminante n’a été qu’un subterfuge technique pour transformer la nature du mariage qui, du modèle consensuel et intellectuel établi par le Code civil, a acquis celle d’un modèle charnel et sexuel.

### Le questionnement de la dualité du sexe
L’existence de cas d’intersexuation, connus de longue date, n’a longtemps pas fait obstacle à l’intégration, par le droit français, de l’ensemble de la population dans les deux seules options d’un sexe féminin ou masculin. L’historien du droit David Deroussin note que si les juristes du XVIe et XVIIe siècles participent à la dédiabolisation de l’hermaphrodisme, ils ne suivent pas pour autant les enseignements d’Ambroise Paré qui tendent à dépasser la binarité sexuelle. Cette classification binaire étant renforcée au XVIIIe siècle, même si la déclaration royale du 9 avril 1736 n’impose pas la mention du sexe dans les registres paroissiaux. Au XIXe siècle, l’historienne Gabrielle Houbre note la demande de Pierre Garnier en 1885 de réformer l’article 57 du Code civil pour permettre une suspension de la mention du sexe dans l’acte de naissance, mais en 1886 Charles Debierre va plus loin en proposant une nouvelle version de l’article 57 subordonnant l’action de l’officier d’état civil au diagnostic médical et permettant de sursoir à la mention du sexe jusqu’à la puberté (« 15 à 18 ans »). Le professeur de médecine légale Alexandre Lacassagne prévoit la possibilité d’un sexe neutre, et, en attendant un examen médical à la demande de la personne intéressée ou « au commencement de la 20e année », la mention « S. D. (sexe douteux) ».
Le 20 août 2015, le tribunal de grande instance de Tours a été saisi d’une demande de mention d’un sexe neutre. Constatant que la personne à l’origine de la demande est intersexuée, et que « ni les médecins, ni l’entourage de M. X, pas plus que lui-même, ne peuvent affirmer que le sexe masculin que l’officier d’état civil a mentionné à sa naissance corresponde à une réalité quelconque, pas plus d’ailleurs que ne l’aurait été le sexe féminin », il déclarait « prendre simplement acte de l’impossibilité de rattacher en l’espèce l’intéressé à tel ou tel sexe et de constater que la mention qui figure sur son acte de naissance est simplement erronée ». En se fondant sur l’article 8 de la Convention européenne des droits de l’homme, le tribunal a ordonné à l’état civil de la mairie de Tours de modifier l’acte de naissance du requérant afin d’y apposer la mention « sexe neutre ».
Le 22 mars 2016, en chambres réunies, la cour d’appel d’Orléans a infirmé cette décision. En fondant sa décision sur le même article 8 de la Convention européenne des droits de l’homme, elle a toutefois reconnu aux personnes intersexuées le droit d’obtenir « que leur état civil ne mentionne aucune catégorie sexuelle ». Par son arrêt 16-17.189 du 4 mai 2017, la première chambre civile de la Cour de cassation française a rejeté le pourvoi formé contre l’arrêt de la cour d’appel, affirmant que « la loi française ne permet pas de faire figurer, dans les actes de l’état civil, l’indication d’un sexe autre que masculin ou féminin »,. Le 31 janvier 2023, la Cour européenne des droits de l'homme ne constate pas à ce sujet une violation de l’article 8 de la Convention européenne des droits de l’homme,.

### Historique du changement de la mention du sexe
Si des modifications de la mention du sexe à l’état civil sont obtenues avant 1975 dans des tribunaux de grande instance, la Cour de cassation se prononce pour la première fois sur le changement de la mention du sexe à l’état civil par un arrêt du 16 décembre 1975, en le refusant, au nom d’un principe, invoqué lui aussi pour la première fois, de l’indisponibilité de l’état des personnes :
« attendu qu’après avoir relevé, sans dénaturer le rapport d’expertise, que Aubin s’est délibérément soumis à un traitement hormonal, puis, hors de France, à une intervention chirurgicale qui ont entrainé la modification artificielle des attributs de son sexe, la cour d’appel a décidé, à bon droit, que le principe de l’indisponibilité de l’état des personnes, au respect duquel l’ordre public est intéressé, interdit de prendre en considération les transformations corporelles ainsi obtenues »
— Cass. 1re civ., 16 décembre 1975, pourvoi no 73-10.615, Bull. civ. 1975, no 374, p. 312
Cette jurisprudence restera constante jusqu’en 1992,,, :
« qu’il n’était pas admissible qu’un individu puisse se prévaloir d’artifices provoqués par lui-même pour prétendre avoir changé de sexe, ce qui serait violer la règle de l’indisponibilité de l’état des personnes »
— Cass. Ass. plén., 11 décembre 1992, pourvoi no 91-11.900, Bull. civ. 1992, no 13, p. 27
En 1992, après la condamnation de la France par la Cour européenne des droits de l’homme, elle opère un revirement de jurisprudence et accepte que le sexe ne soit pas immuable :
« le principe du respect dû à la vie privée justifie que son état civil indique désormais le sexe dont elle a l’apparence, le principe de l’indisponibilité de l’état des personnes ne faisant pas obstacle à une telle modification »
— Cass. Ass. plén., 11 décembre 1992, pourvoi no 91-11.900, Bull. civ. 1992, no 13, p. 27
Malgré ce revirement de jurisprudence, le principe prétendu de l’indisponibilité de l’état des personnes n’est pas conçu comme abrogé, mais simplement comme redéfini. Gérard Cornu écrit à ce sujet :

« Par consolation (illusoire ou non), le substratum clinique et l’encadrement médical peuvent cependant être vus comme les données scientifiques, objectives et extérieures au patient, qui vont précisément accréditer le caractère non volontaire (non purement volontaire) du changement de sexe. Le sexe d’arrivée est un sexe de conviction, enraciné dans le psychisme, non un sexe d’élection, de convenance, de caprice ou d’emprunt. Le transsexuel n’agit pas, il « est agi », il subit et c’est précisément pourquoi, dans la logique de cette vision, le transsexualisme échappe au principe de l’indisponibilité de l’état des personnes. Le principe existe, mais il est sauf. Il n’est pas offensé. »

— Cornu 2007, p. 262
Deux arrêts du 13 février 2013 ont confirmé que la Cour de cassation continuait à tenir pour valide ce principe,. Toutefois, le Défenseur des droits recommandant au gouvernement, dans une décision-cadre du 24 juin 2016, de mettre en place une procédure déclarative rapide et transparente comme « étant la seule procédure totalement respectueuse des droits fondamentaux des personnes trans, tels que garantis notamment par l’article 8 de la CEDH », précise :

« En l’état actuel du droit, rien ne fait obstacle à ce qu’un officier d’état civil modifie l’état civil d’une personne puisque le principe de l’indisponibilité de l’état de personnes — ou plus concrètement, l’immutabilité — n’est pas un principe absolu auquel le législateur ne peut déroger. »

— Défenseur des droits 2017, p. 13
D’autre pays ont mis en place une telle procédure, comme avec la loi argentine no 26.743 de 2012,,, la loi danoise no 752 de 2014,, la loi maltaise no 70 de 2015,, la loi irlandaise de 2015, ou la loi norvégienne no 71 (2015-2016),, et la décision-cadre du Défenseur des droits fait explicitement référence aux législations danoise, maltaise et irlandaise pour les pays européens et aux législations argentine, colombienne et québécoise pour les pays tiers.
La loi du 18 novembre 2016 de modernisation de la justice du XXIe siècle, par son article 56.II, a ajouté au Code civil les articles 61-5 à 61-8, créant une nouvelle section « De la modification de la mention du sexe à l’état civil » :
« Toute personne majeure ou mineure émancipée qui démontre par une réunion suffisante de faits que la mention relative à son sexe dans les actes de l’état civil ne correspond pas à celui dans lequel elle se présente et dans lequel elle est connue peut en obtenir la modification.

Les principaux de ces faits, dont la preuve peut être rapportée par tous moyens, peuvent être :
1. Qu’elle se présente publiquement comme appartenant au sexe revendiqué ;
2. Qu’elle est connue sous le sexe revendiqué de son entourage familial, amical ou professionnel ;
3. Qu’elle a obtenu le changement de son prénom afin qu’il corresponde au sexe revendiqué. »

— Article 61-5 du Code civil
« Le fait de ne pas avoir subi des traitements médicaux, une opération chirurgicale ou une stérilisation ne peut motiver le refus de faire droit à la demande. »
— Article 61-6 du Code civil
La procédure a été affirmée durant les débats parlementaires — formant ainsi l’intention du législateur — comme démédicalisée, et cette exigence a été consacrée par l’article 61-6. Toutefois, la procédure reste judiciarisée. Le mécanisme juridique utilisé est celui de la possession d’état (qui sert à constater un fait social), créant ainsi une possession d’état de sexe.
La procédure de changement de la mention du sexe a été détaillée par le décret du 29 mars 2017, qui a modifié l’articles 1055-5 et créé les articles 1055-6 à 1055-8 du Code de procédure civile.